# Цамутали, Алексей Николаевич
Алексе́й Никола́евич Цамута́ли (10 февраля 1931 — 28 февраля 2024) — советский и российский историк, историограф. Доктор исторических наук (1979), заслуженный деятель науки Российской Федерации (1999).

## Биография
Отец — инженер, окончил Михайловское артиллерийское училище накануне Первой мировой войны, мать — учительница, выпускница Константиновской женской гимназии и Ленинградского университета.
В 1953 году окончил исторический факультет Ленинградского государственного университета.
С марта 1953 по июнь 1958 года работал младшим научным сотрудником Музея Великой Октябрьской социалистической революции.
С июня 1958 по апрель 1962 года был старшим научным сотрудником Ленинградской группы Института славяноведения АН СССР.
С апреля 1962 года работал в Ленинградском отделении Института истории АН СССР (ныне — Санкт-Петербургский институт истории РАН), заведующий сектором, затем отделом истории СССР периода капитализма, и. о. заведующего отделом новой истории России (1978—2009). Кандидат исторических наук (1964, тема диссертации: «Очерки демократического направления в русской историографии 60—70-х гг. XIX в.»), доктор исторических наук (1978, тема диссертации: «Борьба течений в русской историографии второй половины XIX в.»). С 1985 года — член учёного совета института, с 1990 года — член диссертационного совета СПбИИ РАН. Входил в состав редколлегии журнала «Вопросы истории» (с 2018).
Автор более 350 научных работ. Исследовательские интересы: российская досоветская историография, история России XIX века, история революционного движения и общественно-политической мысли в России, история Великой Отечественной войны и обороны Ленинграда.
С 1996 года преподавал на факультете истории Европейского университета в Санкт-Петербурге. Читаемые курсы (до 2010 года):
- Дискуссионные проблемы истории России. Ч. II. XVIII — начало XIX вв. (совместно с Е. В. Анисимовым, Р. Ш. Ганелиным).
- История Ленинградской блокады (совместно с Н. А. Ломагиным).
- История русской исторической мысли.
- Историография истории России. Часть вторая (XVIII — начало XX вв.) (совместно с Е. В. Анисимовым и Б. В. Ананьичем).

Семинары:
- Историк и тексты: проблемы интерпретации. Ч. II. Эпоха перехода, вторая половина XVIII — первая треть XIX вв. (совместно с Н. Д. Потаповой).
- Источниковедческие проблемы истории России XIX века.

Скончался в Санкт-Петербурге 28 февраля 2024 года. Похоронен на Ковалёвском кладбище.
Супруга — историк Людмила Ивановна Ивина (1931—2016).

## Труды
Монографии:
- Героическая оборона Ленинграда: (Методическое пособие в помощь лектору) / А. Н. Цамутали; О-во «Знание» РСФСР. Ленингр. организация. — Л.: [б. и.], 1968. — 20 с.
- Очерки демократического направления в русской историографии 60—70-х годов XIX в.] / А. Н. Цамутали; АН СССР. Ин-т истории СССР. Ленингр. отд-ние. — Л.: Наука. Ленингр. отд-ние, 1971. — 250 с.
- Борьба течений в русской историографии во второй половине XIX века / А. Н. Цамутали; АН СССР, Ин-т истории СССР, Ленингр. отд-ние. — Л.: Наука. Ленингр. отд-ние, 1977. — 256 с.
- Штурманы будущей бури: Воспоминания участников рев. движения 1860-х гг. в Петербурге / Ин-т истории партии Ленингр. обкома КПСС — фил. Ин-та марксизма-ленинизма при ЦК КПСС, Ленингр. отд-ние Ин-та истории СССР АН СССР; Сост [и авт. вступ. ст., с. 5—34] А. Н. Цамутали. — Л.: Лениздат, 1983. — 414 с.
- Борьба направлений в русской историографии в период империализма: Историогр. очерки / Отв. ред. Б. В. Ананьич; АН СССР, Ин-т истории СССР, Ленингр. отд-ние. — Л.: Наука: Ленингр. отд-ние, 1986. — 336 с.

Главы в коллективных трудах:
- Краткий очерк русской культуры. — Гл. 6: Первая половина XIX в. (Введение, просвещение, наука, литература); гл. 7: Вторая половина XIX в. (Введение, просвещение, наука); гл. 8: Конец XIX—начало XX в. (Введение, просвещение, наука, архитектура)— Л., 1967.
- Очерки истории Ленинграда. — Т. 5: гл. II «Вторая блокадная зима» — Л., 1967.
- Непокорённый Ленинград. Краткий очерк истории города в период Великой Отечественной войны. — Гл. 8: Вторая блокадная зима. Л., 1970; Изд. 2-е, дополн. и перераб. Гл. 10: Вторая военная зима. (Л., 1973); Изд. 3-е. — Гл. 10: Вторая блокадная зима. Л., 1985.
- «Народная воля» и «Чёрный передел». Воспоминания участников революционного движения в Петербурге в 1879—1882 гг. / Сост. В. Н. Гинев, А. Н. Цамутали. — Л., 1989.
- Власть и реформы. От самодержавной к советской России. — СПб., 1996.
- Историки России. XVIII — начало XX века / РАН, Институт российской истории; отв. ред. А. Н. Сахаров; [редкол.: М. Г. Вандалковская (и др.)]. — Москва: Скрипторий, 1996. — 685, [2] с. — Статьи: Августейший историк: Великий князь Николай Михайлович; Вся русская история есть по преимуществу государственная: Константин Дмитриевич Кавелин, Борис Николаевич Чичерин; Глава петербургской исторической школы: Сергей Фёдорович Платонов; Живописатель русских императоров: Николай Карлович Шильдер; Историк-демократ: Афанасий Прокофьевич Щапов; Правительственный историк: Николай Фёдорович Дубровин; Я родился историком: Сергей Михаилович Соловьёв.
- Санкт-Петербург. 300 лет истории / Рос. акад. наук. С.-Петерб. ин-т истории; [Е. В. Анисимов и др.]. — СПб.: Наука, 2003 (Акад. тип. Наука РАН). — 758, [3] с., [108] л. ил., портр. — ISBN 5-02-028487-4.
- Многоликая Финляндия. Образ Финляндии и финнов в России: Сб. статей / Под науч. ред. А. Н. Цамутали, О. П. Илюха, Г. М. Коваленко: НовГУ имени Ярослава Мудрого. — Великий Новгород, 2004. — 404 с., ил. — (Серия «Научные доклады»; Вып. 1.). — Статья: «Образ Финляндии в России: влияние на его формирование среды и времени».
- Д. А. Милютин и его «Старческие размышления о современном положении военного дела в России» / Власть, общество и реформы в России в XIX — начале XX века: исследования, историография, источниковедение: [сб. ст.] / Рос. акад. наук, С.-Петерб. ин-т истории; [редкол.: А. Н. Цамутали (отв. ред.) и др.]. — СПб.: Нестор-История, 2009. — 394, [1] с. — ISBN 978-5-98187-473-4.

Участвовал в подготовке изданий документов:
- Следственные показания о восстании 1863 г. — Вроцлав, 1965.
- Академическое дело 1929—1931 гг. — Вып. 1. СПб., 1993. — Вып. 2. СПб., 1998.
- Александр Евгеньевич Пресняков. Письма и дневники. 1889—1927. — СПб., 2005.

## Награды
- медаль «За оборону Ленинграда» (1943);
- медаль «За доблестный труд» к 100-летию В. И. Ленина (1970);
- юбилейные медали: «30 лет победы в Великой Отечественной войне» (1976); «40 лет победы в Великой Отечественной войне» (1986); «50 лет победы в Великой Отечественной войне» (1996);
- Заслуженный деятель науки Российской Федерации (1999);
- медаль «В память 300-летия Санкт-Петербурга» (2003);
- медаль «За заслуги в сохранении наследия Отечества» (2011).